# Бурггаузен (Альтеттінг)
Бурггаузен (нім. Burghausen) — місто в Німеччині, розташоване в землі Баварія. Підпорядковується адміністративному округу Верхня Баварія. Входить до складу району Альтеттінг.
Площа — 19,85 км2. Населення становить 18 795 ос. (станом на 31 грудня 2020).